# ديون هوتو كافينجي
ديون هوتو كافينجي (بالإنجليزية: Deon Kavendji)‏ (29 أكتوبر 1991 - ) هو لاعب كرة قدم ناميبي في مركز الوسط. لعب مع لمونتفيل غولدن أروز ‏.

## روابط خارجية
- ديون هوتو كافينجي على موقع قاعدة بيانات كرة القدم.إي يو (الإنجليزية)
- ديون هوتو كافينجي على موقع ناشيونال فوتبول تيمز (الإنجليزية)
- ديون هوتو كافينجي على موقع Soccerway.com (الإنجليزية)
- ديون هوتو كافينجي على موقع عالم كرة القدم.نت (الإنجليزية)